# Дайкин
„Дайкин Индъстрис Лимитид“ (Daikin Industries, Ltd.|ダイキン工業株式会社|Daikin Kōgyō Kabushiki-gaisha) е японска мултинационална компания с присъствие в Япония, Китай, Австралия, Индия, Югоизточна Азия, Европа и Северна Америка.
Днес „Дайкин“ има 8 подразделения, специализирани в областта на: климатични системи, химикали, транспорт,
- охладителни системи, полупроводници, хидравлични флуиди, електроника, отбранителна индустрия.

## История
Компанията е основана през 1924 г. от Акира Ямада в Осака, Япония. „Дайкин“ започва като химическа корпорация, с основен интерес в климатичните системи. Впоследствие разнообразява производствения си отдел, за да се възползва от опита си във флуорната химия. През ноември 2006 г. „Дайкин“ закупува OYL Group, включително McQuay International, което превръща „Дайкин“ във втория по големина производител на домашни вентилационни и климатични системи в света, след Carrier Corporation.